# Charles Morerod
Charles Morerod o.p., né le 28 octobre 1961 à Riaz, est un dominicain suisse, évêque de Lausanne, Genève et Fribourg depuis 2011 après avoir été secrétaire général de la Commission théologique internationale et recteur de l'Université pontificale Saint-Thomas-d'Aquin (Angelicum) à Rome. Il est docteur en théologie et philosophie.

## Biographie
Après ses études au Collège du Sud à Bulle, Charles Morerod entre au Grand Séminaire de Fribourg en 1981 et au noviciat des dominicains en 1983 tout en suivant des études à l'université de Fribourg où il obtient successivement une licence (1987) et un doctorat (1993) en théologie, puis une licence (1996) et un doctorat (2005) en philosophie de l'Institut catholique de Toulouse. Il est ordonné prêtre en 1988 et passe deux ans à la paroisse Saint-Paul de Grange-Canal à Genève. De 1991 à 1994, il est aumônier de l'université de Fribourg. De 1999 à 2002, il enseigne la théologie à l'université de Lugano.
Il est membre du comité de rédaction de la revue Nova et Vetera, fondée en 1926 par le cardinal Charles Journet.
En avril 2009, il est nommé secrétaire général de la Commission théologique internationale et en octobre suivant recteur de l'Université pontificale Saint-Thomas-d'Aquin (Angelicum) à Rome. La même année, le pape l'avait nommé consulteur de la Congrégation pour la doctrine de la foi.
Le 3 novembre 2011, il est nommé par le pape Benoît XVI évêque du diocèse de Lausanne, Genève et Fribourg en remplacement de Bernard Genoud décédé le 20 septembre 2010. Sa consécration épiscopale, présidée par le cardinal Georges Cottier, a eu lieu le 11 décembre 2011 à la cathédrale Saint-Nicolas de Fribourg.
Il est nommé président de la Conférence des évêques pour la période 2016-2018, après en être vice-président de 2013 à 2015. Il est élu pour un deuxième mandat à ce poste le 4 décembre 2024 (période 2025-2027).
Le 29 mars 2014, il est nommé par le pape François membre du Conseil pontifical pour la culture et le 28 octobre 2016 membre de la congrégation pour le culte divin et la discipline des sacrements,.
En septembre 2023, il est opéré en urgence pour un écoulement sanguin dans la boîte crânienne. Durant son absence de plus d'un mois, l'évêché a été dirigé par quatre laïcs.

## Abus sexuels dans l'Église catholique en Suisse
En 2013, il est le premier prélat suisse à s'associer au groupe SAPEC.
En février 2015, il mandate un groupe d'experts pour « faire la lumière sur des abus sexuels et maltraitances commises au sein de l’Institut Marini de Montet » entre 1929 et 1955. Le rapport, publié en janvier 2016, fait état des abus sexuels commis sur des mineurs.
En novembre 2019, il fait apposer une plaque à la mémoire des victimes des abus sexuels dans la cathédrale Saint-Nicolas. À cette occasion, le fondateur du groupe SAPEC souligne que « la pose de la plaque à la cathédrale couronnait dix ans de lutte pour la reconnaissance des abus : « En 2010, on a crié, mais personne n’a répondu. L’arrivée de Mgr Morerod a tout changé. C’est à l’évêché, pendant le repas qui a suivi notre réception que tout a basculé… Nous nous sommes mis au travail et la commission Ecoute Conciliation Arbitrage Réparation, la CECAR, a pu démarrer ». ».
Nicolas Betticher, ancien vicaire général du diocèse, adresse en juin 2023 une lettre au nonce apostolique en Suisse, en y accusant notamment Charles Morerod de dissimulations d’abus sexuels et d’avoir promu un auteur d’abus,,. Charles Morerod avait, en 2020, diligenté une enquête interne et une enquête externe sur ce dossier, pour comprendre si lui-même ou le diocèse avaient fait une erreur dans le traitement de ce dossier, sans que les enquêtes en trouvent,. Le procureur général de Fribourg classe cette accusation sans suite le 18 décembre 2023, en soulignant « l’excellente collaboration de Charles Morerod, qui a transmis de nombreux signalements, même sans caractère pénal, à la police »,.
Une enquête canonique sur ce sujet, menée par Joseph Bonnemain sur mandat du Dicastère pour les évêques, a lieu de juin 2023 à début 2024. Les conclusions indiquent n'avoir trouvé « aucun élément permettant d’identifier des délits punissables, de dissimulation, de négligence ou d’erreur qui nécessiteraient l’ouverture d’une procédure pénale canonique » envers ces prélats. Des « réprimandes canoniques » sont néanmoins prononcées, pour ne pas avoir respecté des procédures canoniques. Il est notamment reproché à Charles Morerod d'avoir « donn[é] la primauté à la justice de l'Etat » et fait preuve d'« certaine naïveté », notamment à l'embauche de collaborateurs. En somme, « le premier reproche de Rome à Mgr Morerod est d’ordre procédural ».

## Décrets
Le 29 juin 2012, il confie la charge pastorale de la basilique Notre-Dame de Fribourg à la FSSP, à partir du 1er septembre 2012.
Le 20 janvier 2013, il publie un décret interdisant l'accès à toutes les églises du diocèse aux membres de la FSSPX ainsi qu'aux « théologiens indépendants ». Ce décret suscite plusieurs réactions « perplexes » qui amènent Charles Morerod à se justifier dans un communiqué le 3 février 2013 dans lequel il explique que son décret est issu d'une décision de la conférence des évêques suisses prise en septembre 2011 alors qu'il n'était pas encore évêque. La décision de faire appliquer ce décret est suivie en dehors de l'Église catholique romaine et est notamment saluée par la coordination intercommunautaire contre l’antisémitisme et la diffamation (CICAD).

## Distinctions
Le 17 octobre 2013, Charles Morerod reçoit de la France la distinction de Chevalier de la Légion d'honneur au titre de « la qualité des travaux académiques de Mgr Morerod, la démarche d'ouverture de cet expert dans les questions liées à l'œcuménisme et son rôle actif pour la francophonie, notamment dans le cadre de son précédent poste de recteur de l'une des principales universités pontificales. ».

## Héraldique et devise
Les armoiries de Charles Morerod se blasonnent ainsi : « Écartelé : au 1er parti d'argent et de gueules à deux ciboires de l'un en l'autre ; au 2e de gueules à deux clefs gothiques d'or croisées en sautoir ; au 3e d'azur au bras bénissant d'argent mouvant d'une nuée du même ; au 4e gironné d'argent et de sable à la croix fleuronnée gironnée de l'un en l'autre. »
Les armoiries reprennent celles du diocèse dans les trois premiers quartiers et celle de l'Ordre des Prêcheurs dont il est issu dans le 4e. Le 1er quartier représente les armoiries du chapitre cathédral de Lausanne. Les ciboires, destinés à porter le corps du Christ dans les espèces eucharistiques, symbolisent Marie qui a, elle aussi, porté le corps du Christ. Le 2e quartier représente les armoiries du chapitre cathédral de Genève. La cathédrale de Genève étant dédiée à Pierre, les clefs sont le rappel du don offert par le Christ à Pierre. Le 3e quartier représente, quant à lui, les armoiries du collège cathédral de Fribourg. Les armoiries représentent un reliquaire contenant un bras de saint Nicolas, patron de la cathédrale. Au 4e quartier, il choisit d'apposer les armoiries de son ordre. Il aurait pu faire apposer les armoiries de sa famille. Ce choix est sans doute à attribuer à une certaine forme d'humilité.
Concernant sa devise épiscopale, il choisit « Vivre, c'est le Christ » tirée de l'épître aux Philippiens. Il explique que ce choix fait allusion au monde matérialiste actuel où les personnes comblées matériellement peuvent néanmoins sentir un vide que, selon lui, seul le Christ peut combler. Cette devise encourage à être en communion avec le Christ, qu'il motive en citant la première épître de Jean.

## Succession apostolique
Charles Morerod a ordonné les évêques suivants :
- Évêque Alain de Raemy (2014)

## Publications
- Charles Morerod, Cajetan et Luther en 1518 : Édition, traduction et commentaire des opuscules d'Augsbourg de Cajetan, Éditions Universitaires, coll. « Cahiers œcuméniques », 1994 (ISBN 2-8271-0686-8)
- Charles Morerod, La philosophie des religions de John Hick : La continuité des principes philosophiques de la période, Parole et Silence, 2006 (ISBN 2-84573-416-6)
- (en) Charles Morerod, Ecumenism & Philosophy : Philosophical Questions for a Renewal of Dialogue, Ave Maria University Press, 2006, 199 p. (ISBN 1-932589-25-2)
- Charles Morerod, L'Église, et la recherche humaine de la vérité, Les Plans sur Bex, Lethielleux, 2008, 179 p. (ISBN 978-2-249-62038-6)
- (en) Charles Morerod, The Church and the Human Quest for Truth (Introductions to Catholic Doctrine), Ave Maria University Press, 2008, 160 p. (ISBN 978-1-932589-43-6 et 1-932589-43-0)
- Georges Cardinal Cottier, Charles Morerod, Guy Boissard, Sylvain Guéna et Michel Siggen, Foi et vérité - Des désirs humains des philosophes à l'existence de l'Église - Y a-t-il de l'amour en Dieu ? - Notes sur une grande amitié : Le platonisme scientifique de Jean Staune, Genève, Association Nova & Vetera, 2008
- Charles Morerod, L'Église, et la recherche humaine de la vérité, Lethielleux, 2010, 179 p. (ISBN 978-2-249-62038-6 et 2-249-62038-5)